# Unione Sportiva Palermo 1950-1951
Questa voce raccoglie le informazioni riguardanti l'Unione Sportiva Palermo nelle competizioni ufficiali della stagione 1950-1951.

## Stagione
Nel terzo anno consecutivo in Serie A, il Palermo arriva al 10º posto. Dopo un avvio esaltante nelle prime giornate, il club ha un andamento un po' a singhiozzo che lo porta a metà classifica.
La squadra ottiene una storica vittoria in casa per 8-0 contro la Pro Patria, quella casalinga con più reti segnate in massima serie da quando esiste la Serie A a girone unico, ma, in seguito ad altre giornate, arriva un risultato negativo, fatale ai rosanero, la "pesantissima" sconfitta per 9-0 in casa del Milan, che alla fine si laureerà campione d'Italia: per i siciliani è tuttora la sconfitta con più gol di scarto, in tutti i campionati che abbiano disputato, mentre per i rossoneri è il successo casalingo con il punteggio più alto nella storia.
In questa stagione viene stabilito il record di reti fatte in campionato, 59, poi raggiunto nella stagione 2009-2010, esattamente dopo cinquantanove anni.

## Organigramma societario
Area direttiva
- Presidente: Giuseppe Guazzardella, poi Raimondo Lanza di Trabia

Area tecnica
- Allenatore: Giuseppe Viani

## Rosa
| N. |                      | Ruolo | Calciatore           |
| -- | -------------------- | ----- | -------------------- |
|    | Italia (bandiera)    | P     | Vittorio Masci       |
|    | Italia (bandiera)    | P     | Luigi Pendibene      |
|    | Italia (bandiera)    | P     | Vincenzo Biondo      |
|    | Italia (bandiera)    | D     | Gino Giaroli         |
|    | Italia (bandiera)    | D     | Ferruccio Santamaria |
|    | Italia (bandiera)    | D     | Mario Boldi          |
|    | Italia (bandiera)    | D     | Luciano Marchetti    |
|    | Italia (bandiera)    | C     | Aredio Gimona        |
|    | Danimarca (bandiera) | C     | Helge Bronée         |
|    | Italia (bandiera)    | C     | Carlo Galli          |

| N. |                           | Ruolo | Calciatore        |
| -- | ------------------------- | ----- | ----------------- |
|    | Italia (bandiera)         | C     | Luigi Fuin        |
|    | Italia (bandiera)         | C     | Franco Moretti    |
|    | Italia (bandiera)         | C     | Eliseo Lodi       |
|    | Italia (bandiera)         | C     | Bruno Alfier      |
|    | Cecoslovacchia (bandiera) | A     | Čestmír Vycpálek  |
|    | Turchia (bandiera)        | A     | Şükrü Gülesin     |
|    | Italia (bandiera)         | A     | Dante Di Maso     |
|    | Italia (bandiera)         | A     | Rolando Vicovaro  |
|    | Cecoslovacchia (bandiera) | A     | Július Korostelev |

## Risultati

### Serie A

#### Girone di andata
| 10 settembre 1950 1ª giornata | Palermo | 2 – 0 | Atalanta |  |

| 17 settembre 1950 2ª giornata | Roma | 1 – 2 | Palermo |  |

| 24 settembre 1950 3ª giornata | Palermo | 1 – 0 | Udinese |  |

| 1º ottobre 1950 4ª giornata | Bologna | 2 – 0 | Palermo |  |

| Arbitro: | Galeati (Bologna) |

|  |           |                       |
|  | Marcatori | 3’ Renosto 67’ Burini |

| 15 ottobre 1950 6ª giornata | Palermo | 3 – 2 | Novara |  |

| 22 ottobre 1950 7ª giornata | Genoa | 0 – 0 | Palermo |  |

| 29 ottobre 1950 8ª giornata | Torino | 2 – 1 | Palermo |  |

| 5 novembre 1950 9ª giornata | Palermo | 8 – 0 | Pro Patria |  |

| 12 novembre 1950 10ª giornata | Palermo | 3 – 1 | Padova |  |

| 19 novembre 1950 11ª giornata | Inter | 3 – 1 | Palermo |  |

| 26 novembre 1950 12ª giornata | Juventus | 4 – 1 | Palermo |  |

| 3 dicembre 1950 13ª giornata | Palermo | 2 – 1 | Lazio |  |

| 10 dicembre 1950 14ª giornata | Palermo | 3 – 0 | Como |  |

| 17 dicembre 1950 15ª giornata | Triestina | 4 – 2 | Palermo |  |

| 24 dicembre 1950 16ª giornata | Fiorentina | 1 – 0 | Palermo |  |

| 31 dicembre 1950 17ª giornata | Palermo | 0 – 1 | Napoli |  |

| 7 gennaio 1951 18ª giornata | Lucchese | 0 – 0 | Palermo |  |

| 14 gennaio 1951 19ª giornata | Palermo | 4 – 1 | Sampdoria |  |

#### Girone di ritorno
| 21 gennaio 1951 20ª giornata | Atalanta | 3 – 2 | Palermo |  |

| 28 gennaio 1951 21ª giornata | Palermo | 3 – 0 | Roma |  |

| 4 febbraio 1951 22ª giornata | Udinese | 0 – 0 | Palermo |  |

| 11 febbraio 1951 23ª giornata | Palermo | 1 – 1 | Bologna |  |

| Arbitro: | Agnolin (Bassano del Grappa) |

|                                                                                   |           |  |
| Burini 10’, 51’, 76’ Liedholm 28’, 46’ Gren 37’ Nordahl 49’ Santagostino 54’, 62’ | Marcatori |  |

| 25 febbraio 1951 25ª giornata | Novara | 3 – 0 | Palermo |  |

| 4 marzo 1951 26ª giornata | Palermo | 4 – 1 | Genoa |  |

| 11 marzo 1951 27ª giornata | Palermo | 1 – 1 | Torino |  |

| 18 marzo 1951 28ª giornata | Pro Patria | 2 – 1 | Palermo |  |

| 25 marzo 1951 29ª giornata | Padova | 1 – 0 | Palermo |  |

| 1º aprile 1951 30ª giornata | Palermo | 0 – 3 | Inter |  |

| 8 aprile 1951 31ª giornata | Palermo | 1 – 5 | Juventus |  |

| 22 aprile 1951 32ª giornata | Lazio | 3 – 3 | Palermo |  |

| 29 aprile 1951 33ª giornata | Como | 2 – 1 | Palermo |  |

| 13 maggio 1951 34ª giornata | Palermo | 6 – 0 | Triestina |  |

| 20 maggio 1951 35ª giornata | Palermo | 1 – 0 | Fiorentina |  |

| 27 maggio 1951 36ª giornata | Napoli | 3 – 0 | Palermo |  |

| 10 giugno 1951 37ª giornata | Palermo | 1 – 0 | Lucchese |  |

| 17 giugno 1951 38ª giornata | Sampdoria | 5 – 1 | Palermo |  |

## Statistiche

### Statistiche di squadra
| Competizione | Punti | In casa | In casa | In casa | In casa | In casa | In casa | In trasferta | In trasferta | In trasferta | In trasferta | In trasferta | In trasferta | Totale | Totale | Totale | Totale | Totale | Totale | DR |
| Competizione | Punti | G       | V       | N       | P       | Gf      | Gs      | G            | V            | N            | P            | Gf           | Gs           | G      | V      | N      | P      | Gf     | Gs     | DR |
| ------------ | ----- | ------- | ------- | ------- | ------- | ------- | ------- | ------------ | ------------ | ------------ | ------------ | ------------ | ------------ | ------ | ------ | ------ | ------ | ------ | ------ | -- |
| Serie A      | 34    | 19      | 13      | 2       | 4       | 44      | 19      | 19           | 1            | 4            | 14           | 15           | 48           | 38     | 14     | 6      | 18     | 59     | 67     | -8 |

### Statistiche dei giocatori
| Giocatore     | Serie A  | Serie A |
| Giocatore     | Presenze | Reti    |
| ------------- | -------- | ------- |
| B. Alfier     | 7        | 3       |
| V. Biondo     | 1        | -3      |
| M. Boldi      | 26       | 0       |
| H. Bronée     | 35       | 11      |
| D. Di Maso    | 38       | 15      |
| L. Fuin       | 34       | 0       |
| C. Galli      | 24       | 8       |
| G. Giaroli    | 36       | 1       |
| A. Gimona     | 33       | 1       |
| E. Lodi       | 15       | 0       |
| L. Marchetti  | 2        | 0       |
| V. Masci      | 20       | -35     |
| F. Moretti    | 14       | 0       |
| L. Pendibene  | 17       | -29     |
| F. Santamaria | 35       | 0       |
| Sukru         | 28       | 13      |
| R. Vicovaro   | 21       | 3       |
| C. Vycpalek   | 32       | 1       |